# MORNING GROOVE
MORNING GROOVE（モーニング グルーブ）は、2009年4月よりbayfmで毎週日曜日の早朝に放送されていたラジオ番組である。

## 概要
- 2009年3月まで放送していたOCEAN TRIBE（土・日 5:00～5:57）およびEARTH BEAT（土・日 6:00～7:30）の枠統合によりスタートした番組。この番組よりOCEAN TRIBEは，番組内のコーナー扱いとなる。
- 2011年8月より、HEART LUCK（土 6:30～7:52）が放送開始。当番組は再びOCEAN TRIBEと分離し、独立番組となる。また放送時間も日曜日のみと変更になる。
- 最終的には桜井せなの出産に伴う活動休止の影響で番組が終了となった。後継番組は、ドーキンズ英里奈がパーソナリティを務める「CUTIE SUNDAY」。

## DJ
- 桜井せな（2011年1月1日～）

過去の出演者
- 高橋佳子（2009年4月4日～2010年12月26日） - 体調不良に伴い降板。
- DJ TSUYOSHI（2009年4月4日～、前番組「OCEAN TRIBE」より引き続き登板）　- 引き続きOCEAN TRIBEを担当している。

## 放送時間
- 2009年4月～2009年6月 ： 土曜日・日曜日 5:00～7:30
- 2009年7月～2010年1月 ： 土曜日 5:00～7:52 / 日曜日 5:00～7:20
  - 7:30～7:52に放送されていたSUNSTAR HAPPY MORNING（DJ 山村礼）の終了により放送時間変更。土曜日は30分拡大，日曜日は後番組JIMO-PRO（DJ KOUSAKU）の放送開始により10分短縮。
- 2010年2月～2011年3月6日 ： 土曜日・日曜日 5:00～7:52
  - 日曜7:20～7:52に放送されていたJIMO-PRO（DJ KOUSAKU）の終了により土曜・日曜7:52までの放送となった。
- 2011年3月19日～4月中旬 ： 土曜日・日曜日 5:00～7:59
  - 東日本大震災の影響により、DISNEY WEEKEND BREAKが休止の為、7分延長して放送している。
- 2011年4月中旬～7月31日 ： 土曜日・日曜日 5:00～7:52
  - DISNEY WEEKEND BREAK が放送再開をしたため、通常の放送終了時間に戻る。
- 2011年8月7日～：日曜日 6:30～7:52
  - 概要を参照。

## タイムテーブル
- 6:30 オープニング
  - 6:42 WEATHER UPDATES（ウェザーニューズから）
　この時間は「GOLF WEATHER」としてゴルフ場の天気も伝える。
  - 6:45 TRAFFIC UPDATES（JARTIC首都高速センターから）
  - 6:50 せなのちょいちょいチョイス（せなっチョ）
　独立前は7:20頃放送。以前は、桜井せなが取材した千葉県内にある食堂やレストランをレポートする内容だったが、番組末期は桜井の妊娠による体調を考慮し、食堂やレストランの店主・店員と電話でつなぎ、スタジオに出前した料理を試食する内容に変更された。
- 7:00 7時台オープニング
  - 7:05 TRAFFIC UPDATES（JARTIC千葉センターから）
  - 7:15 WEATHER UPDATES
  - 7:20 せなのなーんじゃこれコレクション（せなコレ）
　2011年8月の独立とともに始まったコーナー。桜井せながちょっと気になるモノを紹介するコーナー。
事前に番組ブログで取り上げる商品の画像を掲載し、何に使うものなのかリスナーから予想を募集していた。
コーナーでは桜井扮する新米主婦『せなこ』が過去に流行した一発ギャグなどを交えながら商品を使用する場面を紹介していた。
  - 7:30 せなコーリング
　リスナーとの電話コーナー．サーフィン歴を聞くのが恒例だったが，独立後は内容を問わないトークを広げている。
- 7:50頃 番組エンディング